# 60532 Henson
60532 Henson è un asteroide della fascia principale. Scoperto nel 2000, presenta un'orbita caratterizzata da un semiasse maggiore pari a 2,5956134 au e da un'eccentricità di 0,0791666, inclinata di 28,09266° rispetto all'eclittica.